# Miribel-Lanchâtre
Pour les articles homonymes, voir Miribel.
Ne doit pas être confondu avec Miribel-les-Échelles.
Miribel-Lanchâtre est une commune française située dans le département de l'Isère en région Auvergne-Rhône-Alpes.

## Géographie

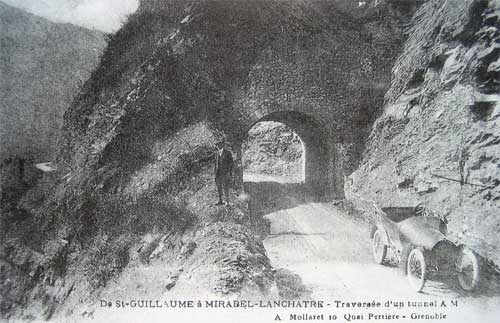
Ancienne carte postale de la traversée du tunnel qui liait Saint-Guillaume à Miribel-Lanchâtre au début du XXe siècle.

### Situation et description
Miribel-Lanchâtre est située au sud de l'agglomération grenobloise, dans la partie septentrionale du département de l'Isère, à l'extrémité sud de la vallée de la Gresse et au pied des falaises orientales du massif du Vercors.

### Communes limitrophes
|                 | Le Gua                   |                          |
| Château-Bernard | Miribel-Lanchâtre        | Saint-Martin-de-la-Cluze |
| Saint-Guillaume | Saint-Paul-lès-Monestier | Sinard                   |

### Climat
Pour des articles plus généraux, voir Climat d'Auvergne-Rhône-Alpes et Climat de l'Isère.
En 2010, le climat de la commune est de type climat océanique altéré, selon une étude du Centre national de la recherche scientifique s'appuyant sur une série de données couvrant la période 1971-2000. En 2020, Météo-France publie une typologie des climats de la France métropolitaine dans laquelle la commune est exposée à un climat de montagne ou de marges de montagne et est dans une zone de transition entre les régions climatiques « Alpes du nord » et « Alpes du sud ». 
Pour la période 1971-2000, la température annuelle moyenne est de 10,1 °C, avec une amplitude thermique annuelle de 17,9 °C. Le cumul annuel moyen de précipitations est de 1 049 mm, avec 9,4 jours de précipitations en janvier et 6,7 jours en juillet. Pour la période 1991-2020, la température moyenne annuelle observée sur la station météorologique de Météo-France la plus proche, « Monestier », sur la commune de Monestier-de-Clermont à 6 km à vol d'oiseau, est de 9,9 °C et le cumul annuel moyen de précipitations est de 1 062,6 mm,. Pour l'avenir, les paramètres climatiques de la commune estimés pour 2050 selon différents scénarios d'émission de gaz à effet de serre sont consultables sur un site dédié publié par Météo-France en novembre 2022.

### Hydrographie
Le territoire communal est bordé par la Gresse, un sous-affluent du Rhône par le Drac et l'Isère.

### Voies de communication et transports
La commune est desservie par le réseau TAG (transports de l'agglomération grenobloise), avec la ligne de bus Flexo 44 à destination du Gua. Elle est aussi desservie par le réseau Cars Région Isère avec la ligne MON03 à destination de Monestier-de-Clermont via Saint-Guillaume.

## Urbanisme

### Typologie
Au 1er janvier 2024, Miribel-Lanchâtre est catégorisée commune rurale à habitat dispersé, selon la nouvelle grille communale de densité à sept niveaux définie par l'Insee en 2022.
Elle est située hors unité urbaine. Par ailleurs la commune fait partie de l'aire d'attraction de Grenoble, dont elle est une commune de la couronne,. Cette aire, qui regroupe 204 communes, est catégorisée dans les aires de 700 000 habitants ou plus (hors Paris),.

### Occupation des sols
L'occupation des sols de la commune, telle qu'elle ressort de la base de données européenne d’occupation biophysique des sols Corine Land Cover (CLC), est marquée par l'importance des forêts et milieux semi-naturels (66 % en 2018), une proportion sensiblement équivalente à celle de 1990 (66,6 %). La répartition détaillée en 2018 est la suivante : 
forêts (65,7 %), prairies (22,9 %), zones agricoles hétérogènes (6,5 %), terres arables (4,6 %), milieux à végétation arbustive et/ou herbacée (0,3 %). L'évolution de l’occupation des sols de la commune et de ses infrastructures peut être observée sur les différentes représentations cartographiques du territoire : la carte de Cassini (XVIIIe siècle), la carte d'état-major (1820-1866) et les cartes ou photos aériennes de l'IGN pour la période actuelle (1950 à aujourd'hui).

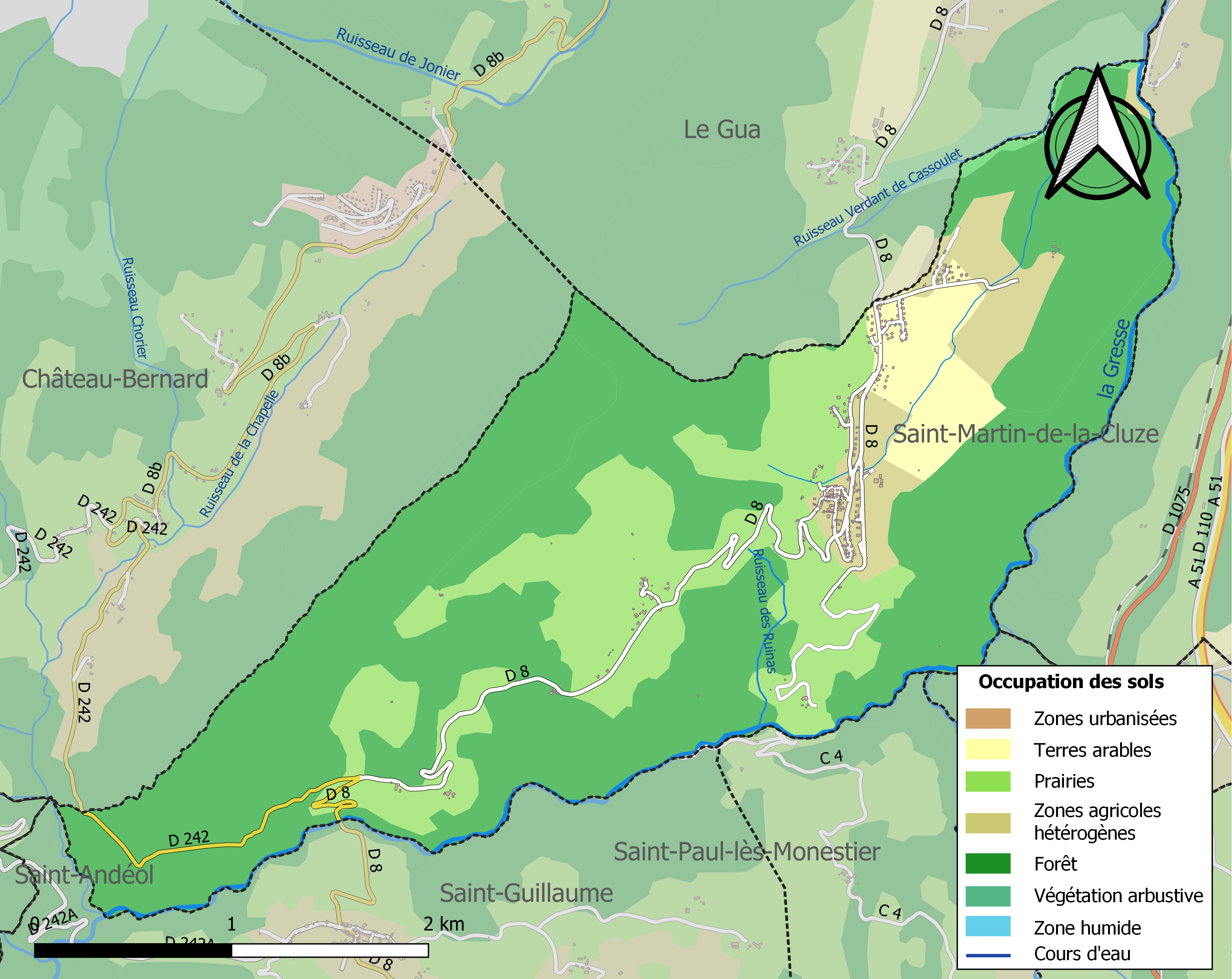
Carte des infrastructures et de l'occupation des sols de la commune en 2018 (CLC).

### Lieux-dits et écarts
- Cassoulet
- Le Vernay

### Risques naturels et technologiques

#### Risques sismiques
L'ensemble du territoire de la commune de Miribel-Lanchâtre est situé en zone de sismicité no 4 (sur une échelle de 1 à 5), mais en bordure occidentale de la zone no 3.
| Type de zone | Niveau            | Définitions (bâtiment à risque normal) |
| ------------ | ----------------- | -------------------------------------- |
| Zone 4       | Sismicité moyenne | accélération = 1,6 m/s2                |

## Histoire

### Préhistoire, Antiquité et Moyen Âge
Le village de Lanchâtre correspondrait à l'emplacement d’un ancien camp romain, tandis que Miribel a un passé féodal et possède encore les ruines d’un château fort.

### Époque contemporaine
En 1822, la commune de Miribel-et-Château-Bernard fut administrativement supprimée pour constituer celles de Château-Bernard et de Miribel-Lanchâtre.

## Politique et administration

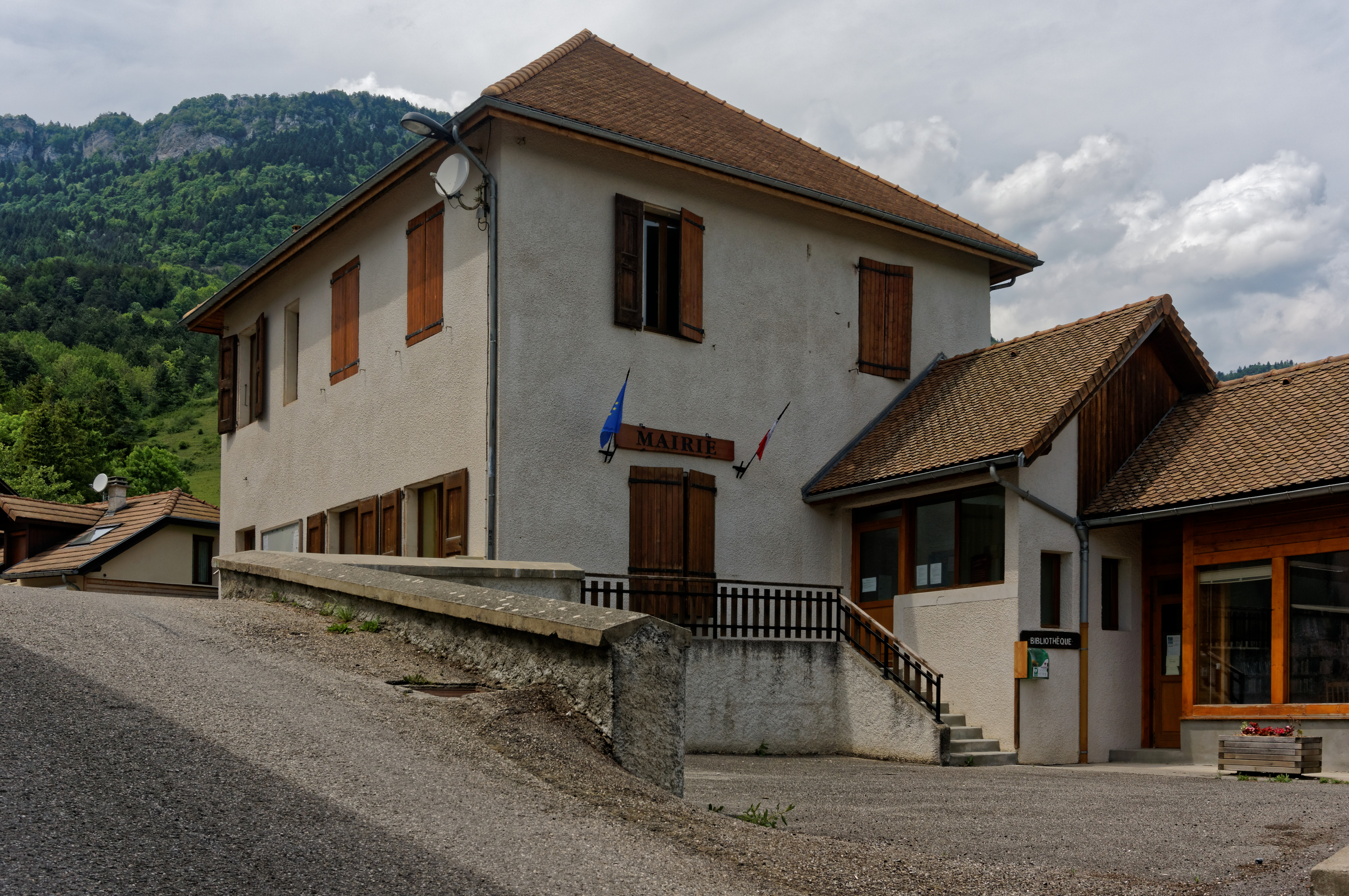
Mairie de Miribel-Lanchâtre.

### Liste des maires
| Période | Période      | Identité                         | Étiquette | Qualité |
| ------- | ------------ | -------------------------------- | --------- | --- |
| 1959    | 1995         | Maurice Puissat                  | DVG       | Conseiller général du Canton de Monestier-de-Clermont (1973-1985)                                                                               |
| 1995    | 2015 (décès) | Luc Puissat (neveu du précédent) | PS        | 11e vice-président à la voirie et à l'accessibilité du territoire de la Metro et président du Syndicat Intercommunal Gresse Drac Aval (SIGREDA) |
| 2015    | En cours     | Michel Gaulthier                 | -         | Agent technique |

## Population et société

### Démographie
L'évolution du nombre d'habitants est connue à travers les recensements de la population effectués dans la commune depuis 1793. Pour les communes de moins de 10 000 habitants, une enquête de recensement portant sur toute la population est réalisée tous les cinq ans, les populations de référence des années intermédiaires étant quant à elles estimées par interpolation ou extrapolation. Pour la commune, le premier recensement exhaustif entrant dans le cadre du nouveau dispositif a été réalisé en 2004.

En 2022, la commune comptait 450 habitants, en évolution de +6,64 % par rapport à 2016 (Isère : +3,07 %, France hors Mayotte : +2,11 %).
| 1793 | 1800 | 1806 | 1821 | 1831 | 1836 | 1841 | 1846 | 1851 |
| ---- | ---- | ---- | ---- | ---- | ---- | ---- | ---- | ---- |
| 650  | 633  | 731  | 827  | 322  | 330  | 281  | 284  | 284  |

| 1856 | 1861 | 1866 | 1872 | 1876 | 1881 | 1886 | 1891 | 1896 |
| ---- | ---- | ---- | ---- | ---- | ---- | ---- | ---- | ---- |
| 267  | 237  | 263  | 240  | 234  | 236  | 261  | 194  | 192  |

| 1901 | 1906 | 1911 | 1921 | 1926 | 1931 | 1936 | 1946 | 1954 |
| ---- | ---- | ---- | ---- | ---- | ---- | ---- | ---- | ---- |
| 177  | 174  | 168  | 126  | 116  | 100  | 107  | 97   | 100  |

| 1962 | 1968 | 1975 | 1982 | 1990 | 1999 | 2004 | 2006 | 2009 |
| ---- | ---- | ---- | ---- | ---- | ---- | ---- | ---- | ---- |
| 85   | 72   | 75   | 193  | 217  | 251  | 332  | 323  | 373  |

| 2014 | 2019 | 2022 | - | - | - | - | - | - |
| ---- | ---- | ---- | - | - | - | - | - | - |
| 394  | 456  | 450  | - | - | - | - | - | - |

### Enseignement
La commune est rattachée à l'académie de Grenoble.

### Événements
La course de côte de Miribel-Lanchâtre  été organisée toutes les années, depuis 1979 jusqu'en  2014, par Lanchatre Omni Sports avec le soutien de l'Association Automobile Dauphinoise, comptant pour la coupe de France de la montagne et du championnat du comité Rhône-Alpes de sport automobile.
En général, il y a plus de 100 voitures en compétition, le parcours est de 1,5 km avec 120 m de dénivelé. De nombreuses récompenses sont prévues tous les ans.

### Médias
Historiquement, le quotidien à grand tirage Le Dauphiné libéré consacre, chaque jour, y compris le dimanche, dans son édition de l'Isère-Sud, un ou plusieurs articles à l'actualité de la communauté de communes, ainsi que des informations sur les éventuelles manifestations locales, les travaux routiers, et autres événements divers à caractère local.
La commune est située sur l'aire de diffusion de radio Ici Isère, une radio publique qui émet sur tout le territoire du département de l'Isère.

### Cultes
L'église (propriété de la commune) et la communauté catholique de Miribel-Lanchâtre dépendent de la paroisse Saint-Loup, elle-même rattachée au diocèse de Grenoble-Vienne.

## Économie
Depuis l'arrêt en 1970 de son activité de ganterie, le village est tourné vers des activités artisanales mais aussi des activités liées aux technologies de l'information et des communications.

## Culture locale et patrimoine

### Lieux et monuments

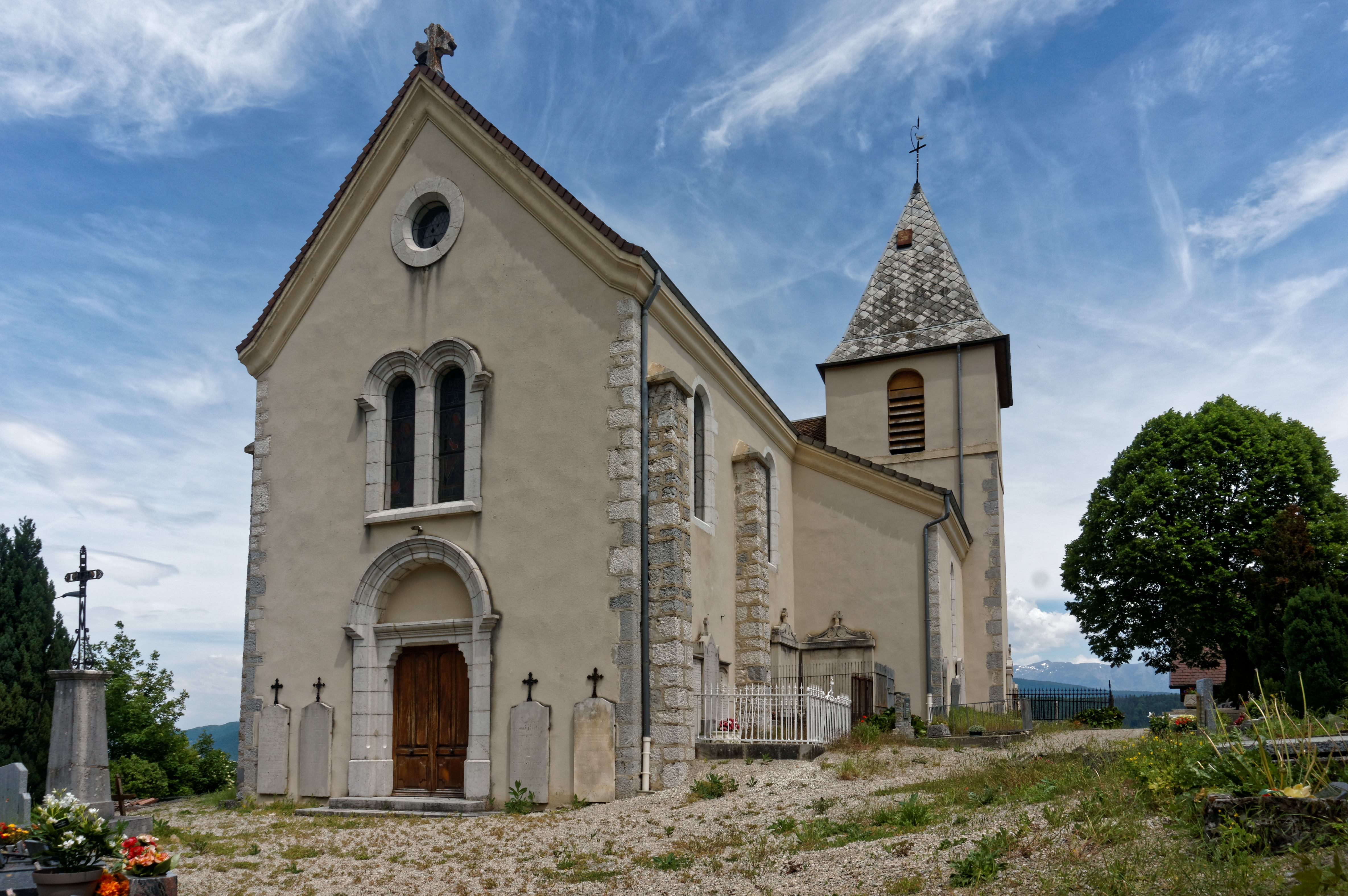
L'église en 2017.

- Ruines du château de Miribel

Le château est construit par Humbertus de Miribello vers l'an mil,.
- Site national de la Résistance intérieure française.
- Église catholique Sainte-Marguerite, à Lanchâtre, intégrée à la paroisse Saint-Loup[23].

### Personnalités liées à la commune
- Sylvain Eymard, médecin de la Grande Armée, né à Lanchâtre en 1793, écrivain et bibliophile.

### Héraldique
|  | Miribel-Lanchâtre possède des armoiries dont l'origine et le blasonnement exact ne sont pas disponibles. |